# لويز بلانشارد بيتون
لويز بلانشارد بيتون (بالإنجليزية: Louise Blanchard Bethune) (من مواليد 21 يوليو 1856 - تُوفيت في 18 ديسمبر 1915). وهي أول امرأة أمريكية عُرفت بأنها عملت كمهندسة معمارية محترفة. ولدت في واترلو، نيويورك. عملت بلانشارد بشكل رئيسي في بوفالو (نيويورك) وشاركت مع زوجها في بيتون، بيتون وفوكس.
أعادت تصميم مبنى «شركة بافالو متر» على الرغم من أنها لم تكن المهندس المعماري لذلك المبنى.
من أعمالها الهندسية: فندق لافاييت. الذي تم إعادة تسميته من «شركة بافالو متر» إلى قاعة بيتون لتشريفها. ويتم الآن تطوير المبنى في بيت لوفتس.

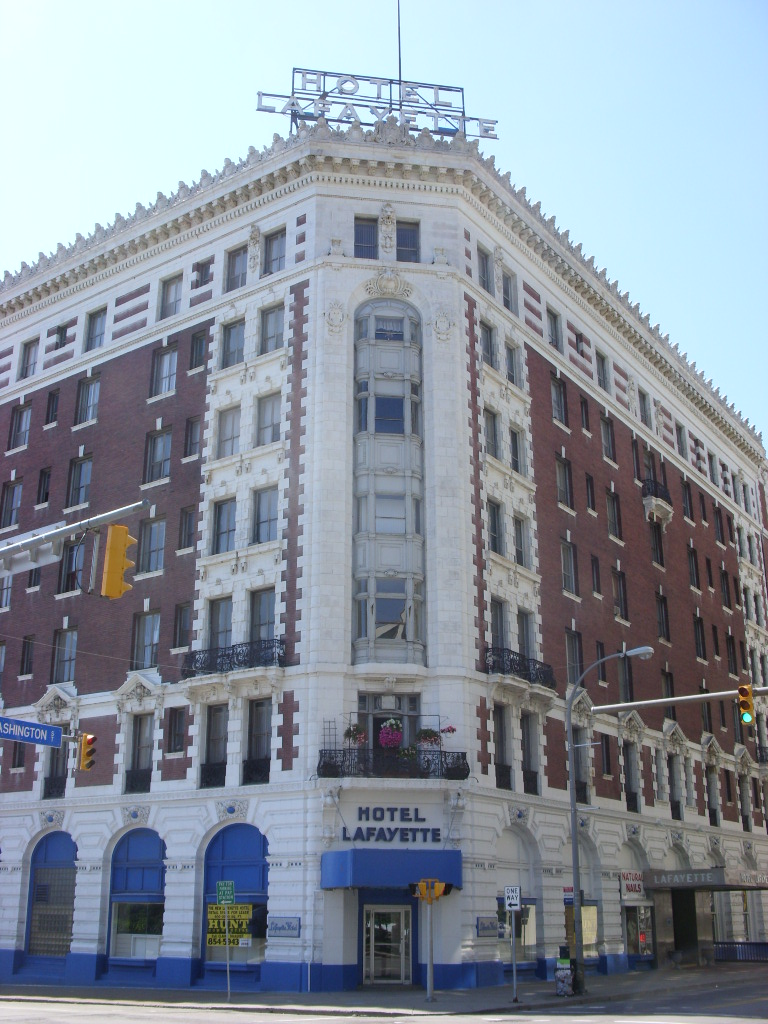
فندق لافاييت

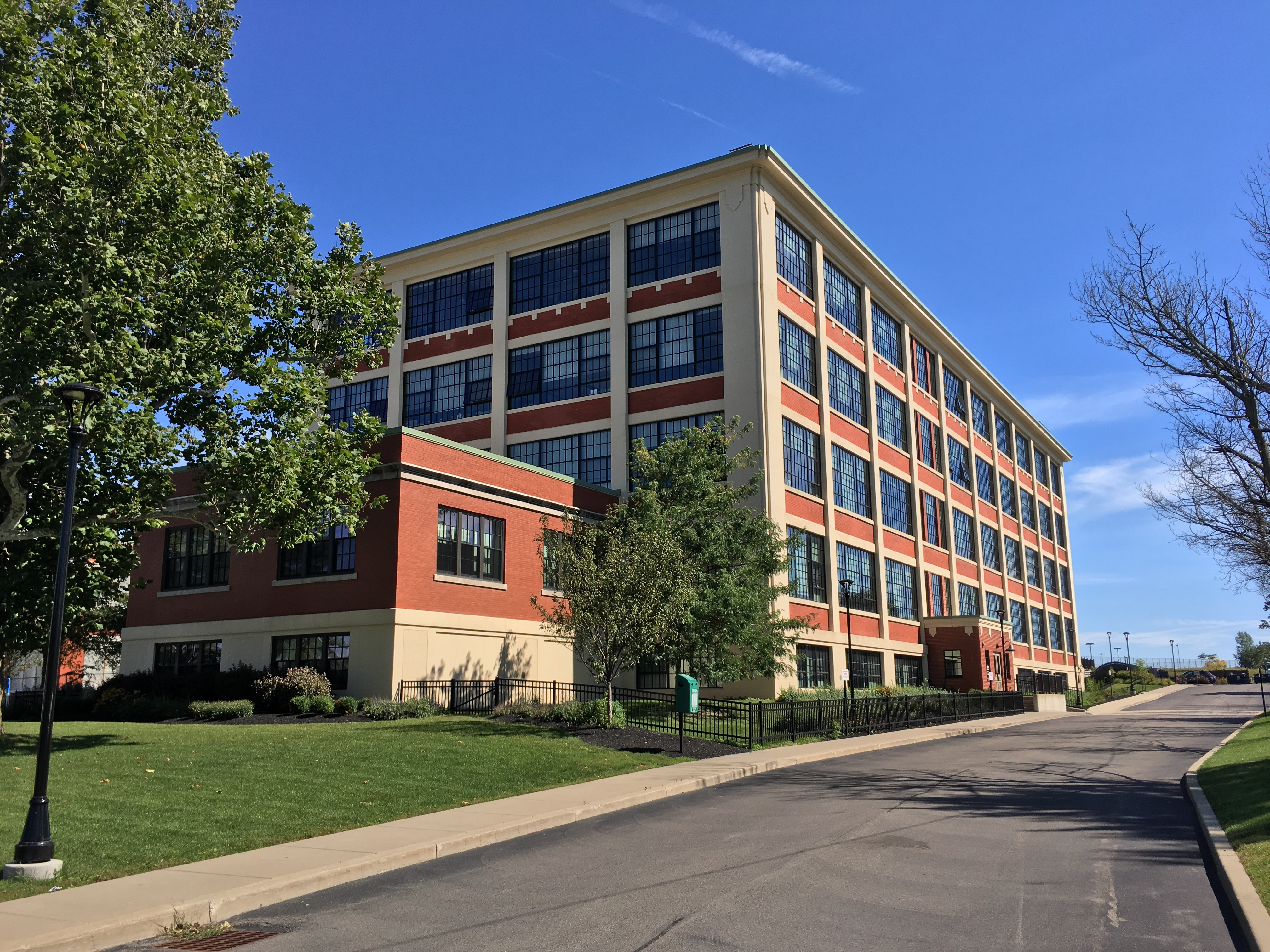
فندق لافاييت. الذي تم إعادة تسميته من "شركة بافالو متر" إلى قاعة بيتون لتشريفها

## حياتها الشخصية
ولدت لويز بيثون في ووترلو في نيويورك عام 1856. وانتقلت عائلة بلانشارد إلى مدينة بوفالو (نيويورك) عندما كانت طفلة. تخرجت من مدرسة بافالو الثانوية المركزية في عام 1874. وفي عام 1881، تزوجت من الكندي روبرت أ. بيثون (1855-1915)، وهو أيضًا مهندس معماري. كان لديهم ابن واحد، تشارلز وليام بيتون.
كانت لويز عضوة نشطة في نادى المرأة الرياضي.

## عملها
خططت بيتون للذهاب إلى مدرسة الهندسة المعمارية في كورنيل. ولكن بدلا من ذلك، في عام 1876، أخذت وظيفة كرسامة في مكتب ريتشارد أ.وايت وإف دبليو كولكنز وهم المهندسين المعماريين المعروفين في بوفالو، نيويورك. كان ذلك أفضل لها في تعلم الهندسة المعمارية بدلاً من الفصول الدراسية المملة.
في عام 1881، بعد خمس سنوات في مكتب وايت، افتتحت بيتون مكتبًا مستقلًا مع روبرت بيتون في بوفالو، اكسبت نفسها لقب أول مهندس معماري في البلاد.
انتُخبت بيثون عضوة في الرابطة الغربية للمهندسين المعماريين (WAA) في عام 1885. ثم عملت لاحقًا كرئيسة لمنصب نائب الرئيس في واشنطن. سميت أول امرأة شريكة في الجمعية الأمريكية للمعماريين (A.I.A.) في عام 1888 وفي عام 1889، أصبحت أول زميلة لها.
في عام 1891، رفضت التنافس في مسابقة تصميم لمبنى النساء في المعرض العالمي الكولومبي في شيكاغو، لأن الرجال كانوا يحصلون على 10 آلاف دولار لتصميم المباني للمعرض في حين حصلت النساء على 1000 دولار فقط.
معظم تصاميم بيتون من المباني الصناعية والعامة. لم يعجبها العمل في المشاريع السكنية، وهي معروفة بشكل خاص لتصميم المدارس العامة.
تصميمها الأكثر شهرة هو فندق لافاييت الكلاسيكي الجديد، الذي يبلغ تكلفته مليون دولار واُستكمل العمل فيه لعام 1904. ومنذ ذلك الحين خضع الفندق لعملية ترميم بقيمة 35 مليون دولار. كما صممت شركة بيتون متجر دنتون وكوتيه ودانييلز للموسيقى، وهو واحد من أوائل المباني في الولايات المتحدة التي تستخدم إطارًا فولاذيًا وصب بلاطات خرسانية. لا تزال ثلاثة مبانٍ أخرى تابعة لشركة «بيتون» قائمة حتى اليوم: مستودع شركة إيروكويس بابلي بلانت؛ مجمع تشاندلر ستريت الكبير التابع لشركة بافالو للنسيج؛ ومقر ويكتوب وهولمز (1901)، الذي تم إدراجه في السجل الوطني للأماكن التاريخية في عام 2014.
تقاعدت بيثون في عام 1908 وتوفيت في عام 1915 عن عمر يناهز 59 عامًا.

## وصلات خارجية
- National Register of Historic Places Registration: Hotel Lafayette, June 2010
- Buffalo Feminist and America's First Woman Architect, Buffalo Architecture and History. Retrieved 2011-11-14.
- Buffalo History Museum: Louise Bethune Bibliography[وصلة مكسورة]. Retrieved 2013-06-24.
- Buffalo's Bethune: Illustrations of the exhibit held at The Buffalo History Museum in 2011